# Alphonse Munchen
Johann Peter Alphonse Munchen (Diekirch, 3 september 1850 – Luxemburg-Stad, 24 januari 1917) was een Luxemburgs ingenieur en politicus.

## Biografie
Alphonse Munchen was een zoon van legerofficier en adjudant van de koning Mathias Tite Louis Alphonse Munchen (1819-1881) en Barbe Petronille Valerie Sophie Wolff (1824-1866). Hij werd aan de Universiteit van Luik opgeleid tot ingenieur en werkte daarna voor de opkomende staalindustrie in België en Luxemburg. Hij was onder meer betrokken bij de oprichting van de hoogovens van Rodange in 1873, die later fuseerden met de firma Ougrée-Marihaye. Hij verbleef lange tijd in de Oeral en Siberië, waar de staalindustrie zich ook ontwikkelde, en nam deel aan de bouw van de hoogovens van Tambov. Hij werd later directeur van het staalbedrijf in Rodange en van de Société Anonyme Luxembourgeoise des Chemins de fer et Minières Prince Henri. Hij was daarnaast voorzitter van de raad van bestuur van de gasfabrieken in Luxemburg en Hollerich.
In Luxemburg-Stad had Munchen zijn eigen technisch bureau. Hij was er daarnaast in de politiek als gemeenteraadslid (1892-1904), burgemeester (1904-1914) en lid van de Kamer van Afgevaardigden (1905-1917). In 1904 was hij betrokken bij de oprichting van de liberale partij Ligue Libérale en werd hij verkozen tot de eerste voorzitter. Het portret dat Therese Glaesener-Hartmann in 1912 van Munchen schilderde toont de onderscheidingen die hij vanuit binnen- en buitenland ontving.
Alphonse Munchen overleed op 66-jarige leeftijd. Ter nagedachtenis werd in Merl de Rue Alphonse Munchen naar hem vernoemd.

## Onderscheidingen
- 1909: Officier in de Orde van de Eikenkroon
- Commandeur in de Orde van Verdienste van Adolf van Nassau
- Commandeur in de Leopoldsorde
- Ridder van het Legioen van Eer
- Ridder 3e klas in de Kroonorde van Pruisen

François Scheffer · Jean-Baptiste Servais · Baron de Tornaco · Bonaventure Dutreux-Boch · François Scheffer · Constantin Joseph Pescatore · François Scheffer · François Röser · François Scheffer · Fernand Pescatore · Jean-Pierre David Heldenstein · Gabriel de Marie · Jean-Pierre David Heldenstein · Théodore Eberhard · Jean Mersch-Wittenauer · Charles Simonis · Emmanuel Servais · Alexis Brasseur · Émile Mousel · Alphonse Munchen · Léandre Lacroix · Luc Housse · Gaston Diderich · Émile Hamilius · Paul Wilwertz · Colette Flesch · Camille Polfer · Lydie Polfer · Paul Helminger · Xavier Bettel · Lydie Polfer